# Cunning Single Lady
Cunning Single Lady (tiếng Hàn: 앙큼한 돌싱녀; Romaja: Angkeumhan Dolsingnyeo; lit. "Sly/Cunning/Devious Woman Who's Single Again") là phim truyền hình Hàn Quốc hài hước lãng mạn năm 2014 với sự góp mặt của diễn viên Lee Min-jung và Joo Sang-wook trong vai cặp đôi vợ chồng ly hôn người thắp sáng lại tình cảm của họ. Phim được phát sóng trên MBC vào thứ tư và thứ năm lúc 21:55 gồm 16 tập bắt đầu từ 27 tháng 2 năm 2014.

## Nội dung
Na Ae-ra lớn lên và tin rằng cô sinh ra chỉ xinh đẹp chứ không thông minh. Trong khi làm việc trong nhà hàng của gia đình cô, cô có tình cảm với Cha Jung-woo, một người đam mê kỹ thuật lập trình tốt nghiệp khóa học để thi vào công chức. Cô ấy muốn trở thành nội trợ và anh ấy hứa rằng cô sẽ được toại nguyện, họ đã lấy nhau. Trong lần kỉ niệm 100 ngày cưới, Jung-woo công bố rằng anh sẽ nghỉ việc bởi vì anh có ý tưởng kinh doanh mới. Việc kinh doanh của Jung-woo thất bại và Ae-ra phải vật lộn bằng cách làm nhiều công việc. Sau nhũng biến cố bi thảm từ áp lực trụ cột gia đình duy nhất và sống trong sự nghèo khổ, Ae-ra ly dị Jung-woo sau bốn năm chung sống. Ba năm sau khi lị dị, Ae-ra phát hiện rằng Jung-woo trở nên thành công và giàu có, trong khi cô ấy vẫn trả nợ tích luỹ trong quá trình hôn nhân của họ. Hài kịch bắt đầu khi Ae-ra lên kế hoạch trả thù, trong khi Jung-woo tin rằng Ae-ra muốn anh quay trở lại bởi vì anh đang giàu có.

## Diễn viên
- Lee Min-jung vai Na Ae-ra[4]
- Joo Sang-wook vai Cha Jung-woo
- Kim Gyu-ri vai Gook Yeo-jin
- Seo Kang Joon vai Gook Seung-hyun

Em trai của Yeo-jin, người từng được dạy bởi Jung-woo khi anh còn là học sinh trung hcọ. Ngoại hình tốt, giàu có, và biết quan tâm người khác, Seung-hyun dường như là chàng trai hoàn hảo. Khi trở về Hàn Quốc từ nước ngoài, anh được tuyển việc tại DonTalk bất chấp sự phản đối của mình để vào làm cho công ty của ba mình; nhưng để tránh những đãi ngộ, anh đã che giấu thân phận thật của mình. Trong số thực tập sinh Ae-ra là đồng hương của anh, và anh trở nên thu hút cô ấy, mạc dù sự cách biệt đến 8 tuổi..
- Kim Myung-soo vai Gil Yo-han[5][6]

Yo-han là nhân viên bán hàng thời vụ tại PC bang nơi mà Jung-woo đã sống khi bị phá sản, và khi anh trở nên giàu có, anh mang thằng bé và thuê làm thư ký riêng cho mình. Cả hai đều có tình bạn tuyệt vời, đặc biệt từ khi Yo-han ở bên cạnh Jung-woo trong khi anh vượt qua nỗi đau ly hôn.
- Hwang Bo-ra vai Kang Min-young

Bạn thân của Ae-ra.
- Lee Byung-joon vai Oh Byung-joon

Giám đốc điều hành, và là cánh tay phải của chủ tịch Gook.
- Choi Cheol-ho vai Kim Jung-won

Quản lý đội mua sắm.
- Im Ji-eun vai Wang Ji-hyun

Đội trưởng đội mua sắm.
- Yooyoung vai Pi Song-hee

Vừa mới ra trường, Song-hee là thực tập sinh mới ở D&T Software Ventures.
- Kim Jae-hwa vai Oh Bang-soon
- Lee Jung-gil vai Gook Yong-geol

Ba của Yeo-jin và Seung-hyun. Chủ tịch của D&T Software Ventures.
- Kim Yong-hee vai Na Soo-cheol

Người anh rắc rối của Ae-ra. Anh ta trốn khỏi Seoul sau khi kinh doanh thất bại tại Việt Nam. Soo-cheol chỉ tồn tại với sự giúp đỡ của em gái, và anh ta chấp nhận tiền cấp dưỡng từ Jung-woo mà Ae-ra đã bị từ chối.
- Kim Eung-soo vai Na Gab-soo

Ba của Ae-ra.
- Kwon Ki-sun vai Jang Sook-ja

Mẹ của Ae-ra.
- Kim Ye-ryung vai Lee Eun-hwa

Mẹ của Yeo-jin và Seung-hyun.
- Kim Ho-young vai cha của Jung-woo
- Byun Eun-young vai mẹ của Jung-woo
- --- vai Cha Jung-sook

Chị của Jung-woo.
- --- vai Cha Jung-ran

Em gái của Jung-woo.
- Wang Bit-na vai bạn cùng phòng đại học với Yeo-jin người người hẹn hò với Jung-woo (khách mời, tập 2)
- Kim Sung-kyun vai Trưởng an ninh IT (khách mời, tập 3)
- Ricky Kim (khách mời, tập 5)

Mối tình đầu của Yeo-jin. Anh mất trong một tai nạn sau khi họ vừa mới cưới.
- In Gyo-jin vai bác sĩ da liễu
- Kim Da-Hyun (khách mời, tập 12)

## Nhạc phim
| STT | Nhan đề                               | Ca sĩ                      | Thời lượng |
| --- | ------------------------------------- | -------------------------- | ---------- |
| 1.  | "그냥 사랑인 거죠" (It's Just Love)   | Hello Venus                |            |
| 2.  | "정말 사랑합니다" (I Really Love You) | Yoo Sung-eun và GilguBongu |            |
| 3.  | "모르겠죠" (Don't Know)               | Oh Yoo-joon                |            |
| 4.  | "Beautiful Girl"                      | 1sagain và JUST            |            |
| 5.  | "For the First Time"                  | Big Baby Driver            |            |
| 6.  | "Alone Again"                         | Big Baby Driver            |            |
| 7.  | "앙큼한 상상" (Cunning Thoughts)      | Sunny Hill                 |            |
| 8.  | "케미" (Mirror Mirror)                | Dohee và J.Min của Tiny-G  |            |
| 9.  | "어떡하나요" (What Do I Do?)          | Yoo Seung-woo              |            |
| 10. | "앙큼한 돌싱녀" (Cunning Single Lady) | Nhiều ca sĩ                |            |
| 11. | "Queen of Romance"                    | Nhiều ca sĩ                |            |
| 12. | "짧은 이별" (Short Farewell)          | Nhiều ca sĩ                |            |
| 13. | "Fuzzbuzz"                            | Nhiều ca sĩ                |            |
| 14. | "The Men's Qualification"             | Nhiều ca sĩ                |            |
| 15. | "Tears of Princess"                   | Nhiều ca sĩ                |            |
| 16. | "여왕의 귀환" (Return of the Queen)   | Nhiều ca sĩ                |            |
| 17. | "Lonely Lady"                         | Nhiều ca sĩ                |            |
| 18. | "Craziness Party"                     | Nhiều ca sĩ                |            |

## Tỷ suất người xem
Ở bảng dưới đây, con số màu xanh biểu hiện lượt đánh giá thấp và con số màu đỏ biểu hiện đánh giá cao.
| Tập #      | Ngày phát sóng      | Tỷ suất người xem trung bình | Tỷ suất người xem trung bình | Tỷ suất người xem trung bình | Tỷ suất người xem trung bình |
| Tập #      | Ngày phát sóng      | TNmS Ratings                 | TNmS Ratings                 | AGB Nielsen                  | AGB Nielsen                  |
| Tập #      | Ngày phát sóng      | Toàn Quốc                    | Vùng thủ đô Seoul            | Toàn Quốc                    | Vùng thủ đô Seoul            |
| ---------- | ------------------- | ---------------------------- | ---------------------------- | ---------------------------- | ---------------------------- |
| 1          | 27 tháng 2 năm 2014 | 4.1%                         | 4.9%                         | 5.4%                         | 6.4%                         |
| 2          | 28 tháng 2 năm 2014 | 5.7%                         | 7.0%                         | 6.4%                         | 7.4%                         |
| 3          | 05 tháng 3 năm 2014 | 8.1%                         | 10.8%                        | 10.3%                        | 11.9%                        |
| 4          | 06 tháng 3 năm 2014 | 7.8%                         | 10.1%                        | 8.9%                         | 9.6%                         |
| 5          | 12 tháng 3 năm 2014 | 8.0%                         | 9.9%                         | 9.2%                         | 10.4%                        |
| 6          | 13 tháng 3 năm 2014 | 7.9%                         | 10.0%                        | 8.5%                         | 9.4%                         |
| 7          | 19 tháng 3 năm 2014 | 8.1%                         | 9.9%                         | 8.3%                         | 8.9%                         |
| 8          | 20 tháng 3 năm 2014 | 7.8%                         | 9.5%                         | 8.7%                         | 9.7%                         |
| 9          | 26 tháng 3 năm 2014 | 8.5%                         | 10.1%                        | 8.7%                         | 9.9%                         |
| 10         | 27 tháng 3 năm 2014 | 7.9%                         | 9.9%                         | 8.5%                         | 9.1%                         |
| 11         | 02 tháng 4 năm 2014 | 7.7%                         | 9.6%                         | 7.9%                         | 8.9%                         |
| 12         | 03 tháng 4 năm 2014 | 8.7%                         | 11.2%                        | 8.8%                         | 10.3%                        |
| 13         | 09 tháng 4 năm 2014 | 9.2%                         | 11.7%                        | 8.2%                         | 9.0%                         |
| 14         | 10 tháng 4 năm 2014 | 9.1%                         | 11.2%                        | 9.1%                         | 10.5%                        |
| 15         | 16 tháng 4 năm 2014 | 7.8%                         | 10.3%                        | 9.3%                         | 10.8%                        |
| 16         | 17 tháng 4 năm 2014 | 7.5%                         | 9.6%                         | 9.2%                         | 10.7%                        |
| Trung bình | Trung bình          | 7.7%                         | 9.7%                         | 8.5%                         | 9.6%                         |

## Giải thưởng và đề cử
| Năm  | Giải thưởng            | Thể loại               | Đề cử         | Kết quả   |
| ---- | ---------------------- | ---------------------- | ------------- | --------- |
| 2014 | 7th Korea Drama Awards | Diễn viên mới xuất sắc | Seo Kang Joon | Đoạt giải |